# Clase Almirante Latorre
La clase Almirante Latorre estaba compuesta por dos acorazados tipo dreadnought, diseñados y construidos en el Reino Unido para la Armada de Chile. Su destino era ingresar a la carrera armamentista naval de inicios del siglo xx entre Chile, Argentina y Brasil. De los dos buques, sólo el Almirante Latorre terminó como un acorazado. El Almirante Cochrane, en cambio, fue convertido en un portaaviones. Iniciada la Primera Guerra Mundial, la Royal Navy los compró antes de que finalizara su construcción y se les renombró como HMS Canada y HMS Eagle. Sus nombres chilenos honraban a los almirantes Juan José Latorre y Thomas Cochrane.
A fines del siglo xix Chile estaba en medio de una intensa carrera naval con Argentina. Esta terminó pacíficamente en 1902, pero unos años más tarde Brasil ordenó la construcción de dos dreadnought, a lo que los argentinos respondieron ordenando otros dos. Chile consideró que también debía responder y en 1910 el Congreso autorizó asignar fondos para la construcción de dos dreadnought. A pesar del interés del Gobierno de Estados Unidos, el Reino Unido se adjudicó la construcción de los buques, probablemente por los fuertes lazos que existían entre los dos países.
El Almirante Latorre, cuya construcción estaba más avanzada que la de su buque gemelo, fue comisionado en el servicio británico en octubre de 1915. Durante la guerra, el HMS Canada fue parte de la Gran Flota y participó en la batalla de Jutlandia. Finalizado el conflicto fue puesto en reserva y en 1920 Chile lo volvió a comprar. Su tripulación tuvo una notable participación en la sublevación de la Escuadra de Chile de 1931. Luego de varios años de inactividad, en 1937 el Almirante Latorre se sometió a una importante remodelación y patrulló las costas chilenas durante la Segunda Guerra Mundial. Tras un incendio en una sala de calderas y un breve período en el que funcionó como prisión, fue desguazado en 1959.
Luego de comprar el Almirante Cochrane, los británicos decidieron reconstruirlo en un portaviones. Después de numerosos retrasos en los trabajos, en febrero de 1924 el buque fue comisionado en la Royal Navy con el nombre de HMS Eagle. Durante el periodo de entreguerras sirvó en la Flota del Mediterráneo y en la Base China. También realizó operaciones en el océano Atlántico y en el mar Mediterráneo durante la Segunda Guerra Mundial, antes de que en agosto de 1942 lo hundieran en medio de la Operación Pedestal.